# Ngarigo

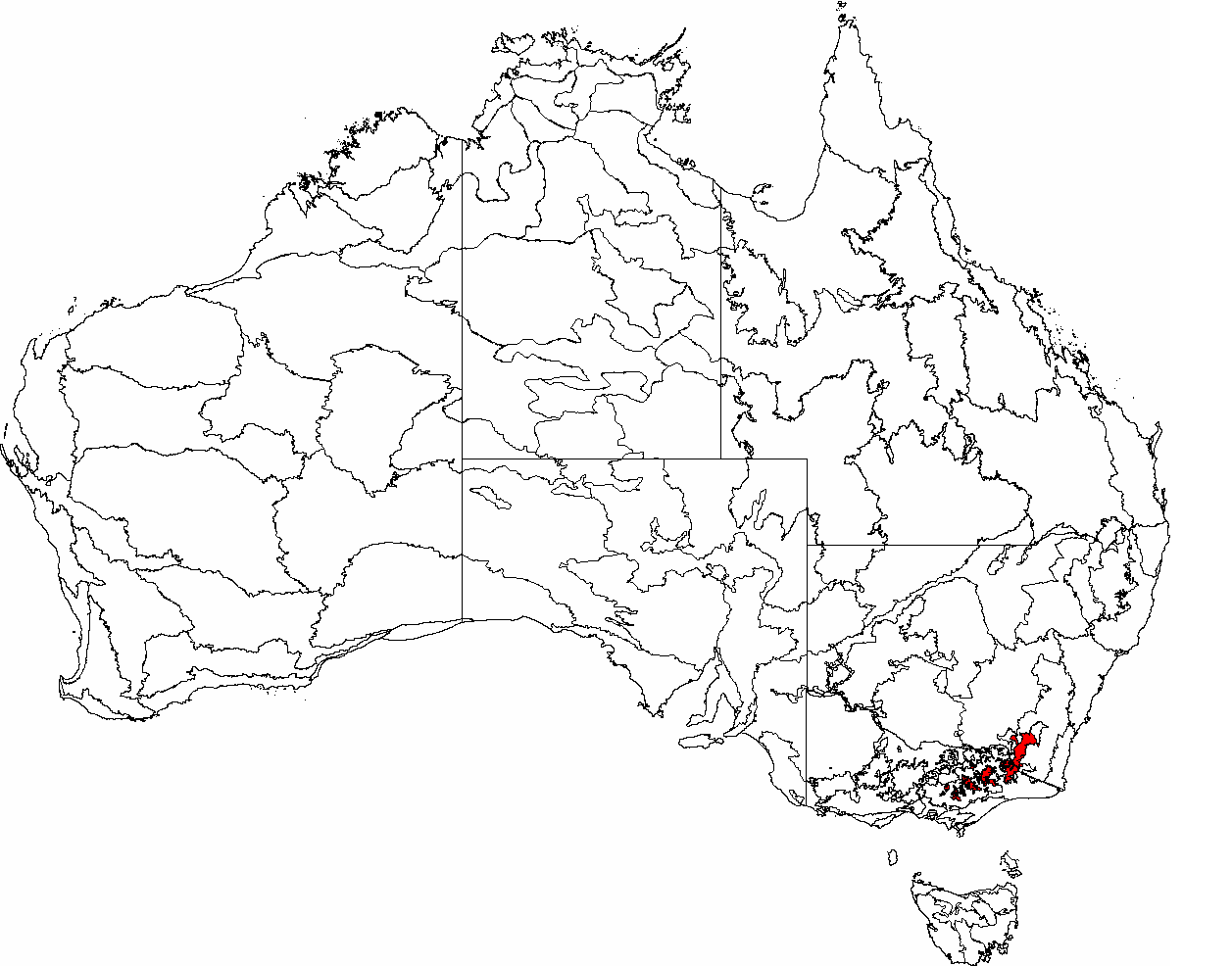
Biorégion des Alpes australiennes

Le peuple Ngarigo est une population aborigène d'Australie qui vivait au sud-est de la région de Canberra,.
Selon Norman Tindale dans son livre sur les Aborigènes d'Australie en 1974, les zones précises dans lesquelles vivaient les Ngarigos étaient les suivantes :

« le nord du plateau Monaro jusqu'à Queanbeyan; la région de la Bombala River depuis près de Delegate jusqu'à Nimmitabel; l'ouest des Alpes australiennes. Les Wiradjuri considéraient les Ngarigos et les Walgalus comme un seul peuple qu'ils appelaient du nom de Guramal qui veut dire "personnes hostiles". Canberra, la capitale du territoire fédéral, est située très près de la ligne de démarcation entre eux et le peuple Ngunawal. En hiver, ces personnes descendaient du plateau pour se réfugier dans les territoires environnants pour se loger, d'où leur réputation d'agressivité. »

Le site web de la ville de Cooma indique que les deux principaux groupes aborigènes de la région de Monaro étaient les Ngarigos qui vivaient sur le plateau et les Woguls ou Wolgalus qui habitaient les montagnes